# Joropo

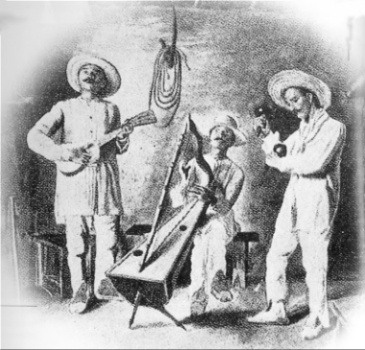
Joropo venezuelano. Disegno di Eloy Palacios (1912)

Lo joropo è un genere musicale simile al valzer ed una danza con influenze africane ed europee, praticato in Colombia e Venezuela. Si tratta di un genere fondamentale che affonda le sue radici nella música criolla (musica creola) ed è anche il ritmo più popolare della musica folk. La nota canzone Alma Llanera, considerata l'inno non ufficiale del Venezuela, è uno joropo.
Nel 1882 esso divenne la danza nazionale del Venezuela. Nell'antichità, il vocabolo spagnolo joropo aveva il significato di "festa", ma ora sta ad indicare un tipo di musica e danza che identifica i venezuelani, in quanto nel XVIII secolo i llanero iniziarono ad usare il termine “joropo” al posto di "fandango", parola che un tempo si riferiva ad una festa da ballo.

## Classificazione
Esistono tre tipi di joropo: llanero, centrale e orientale.
- Lo joropo llanero viene suonato con l'arpa con corde di nylon, la bandola llanera, il cuatro e le maracas.
- Lo joropo central è suonato con l'arpa con corde di metallo, maracas e voce.
- Lo joropo oriental aggiunge altri strumenti come chitarra, mandolino, bandola oriental e (raramente) accordion.

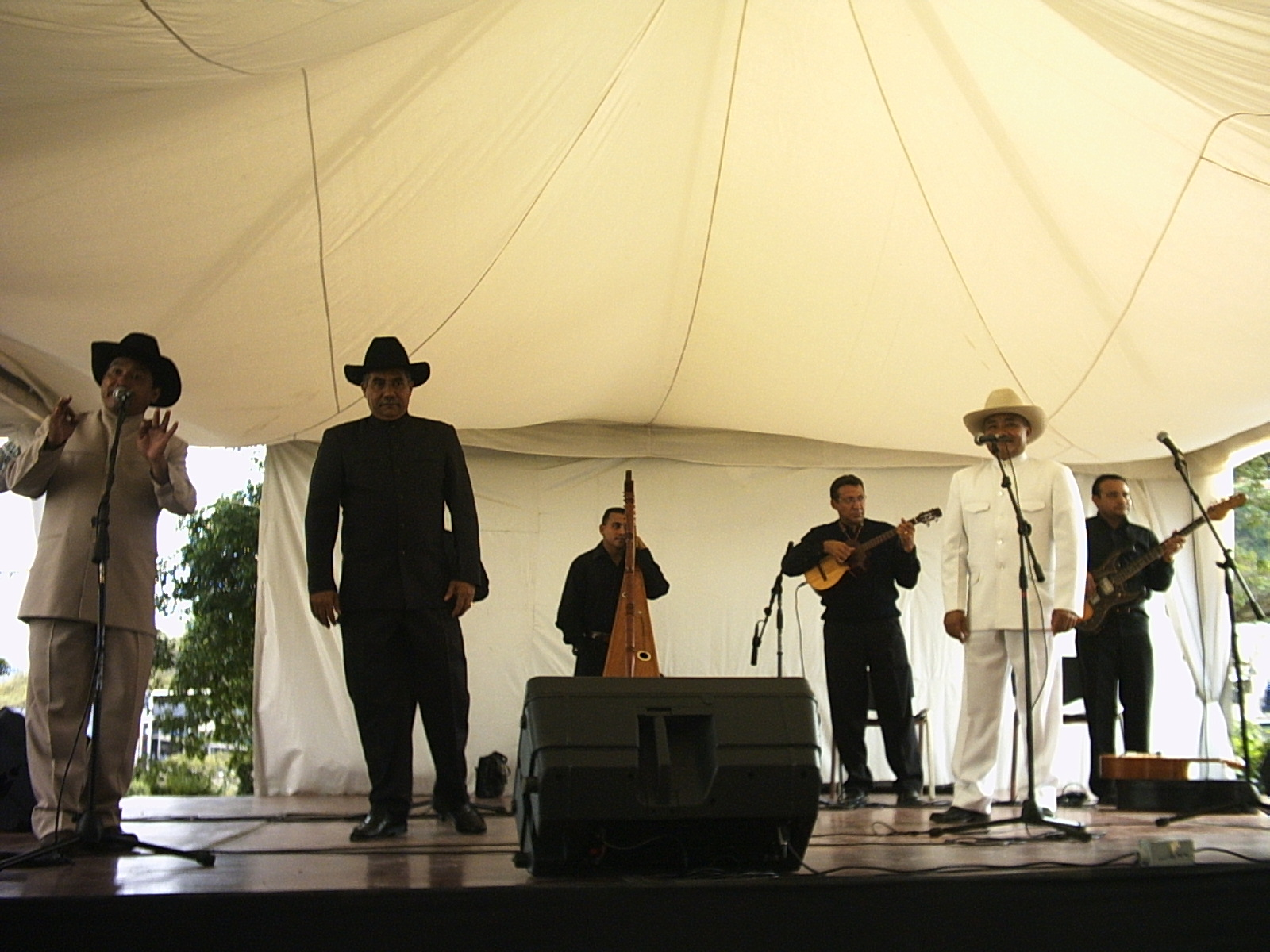
Interpretazione di joropo a Caracas.

## Esecuzione
Il cantante e l'arpa o bandola eseguono la melodia principale mentre il cuatro suona l'accompagnamento, aggiungendo il suo caratteristico ritmo percussivo e tagliente. Il cuatro e la bandola sono strumenti a quattro corde discendenti dalla chitarra spagnola. L'unico vero strumento a percussione sono le maracas. Oltre che il genere e la danza, con il termine "joropo" si indica anche l'esecuzione, l'evento o l'occasione.

## Danza
Lo joropo adotta ancora il giro della mano, il movimento dei piedi e il giro del valzer. In primo luogo, i partner danzano una specie di valzer tenendosi stretti. Poi uno di fronte all'altro compiono piccoli passi in avanti e indietro come a spazzare il pavimento. Infine si tengono per le braccia mentre la donna fa passi ampi e l'uomo batte i piedi al ritmo della musica.

## Evoluzione
Al giorno d'oggi, sono stati aggiunti diversi altri strumenti alla classica orchestrina primordiale: chitarre, flauto, clarinetto, pianoforte e altri fino a raggiungere l'effetto di una intera orchestra. A partire dal 1950, il compositore venezuelano Aldemaro Romero, pioniere nell'orchestrazione di numerosi joropo, contribuì alla diffusione di questo genere musicale anche presso il pubblico internazionale. Curiosamente, succede spesso che quando un'orchestra sinfonica esegue un joropo, nel suo organico viene incluso anche il cuatro.